# Rimowa

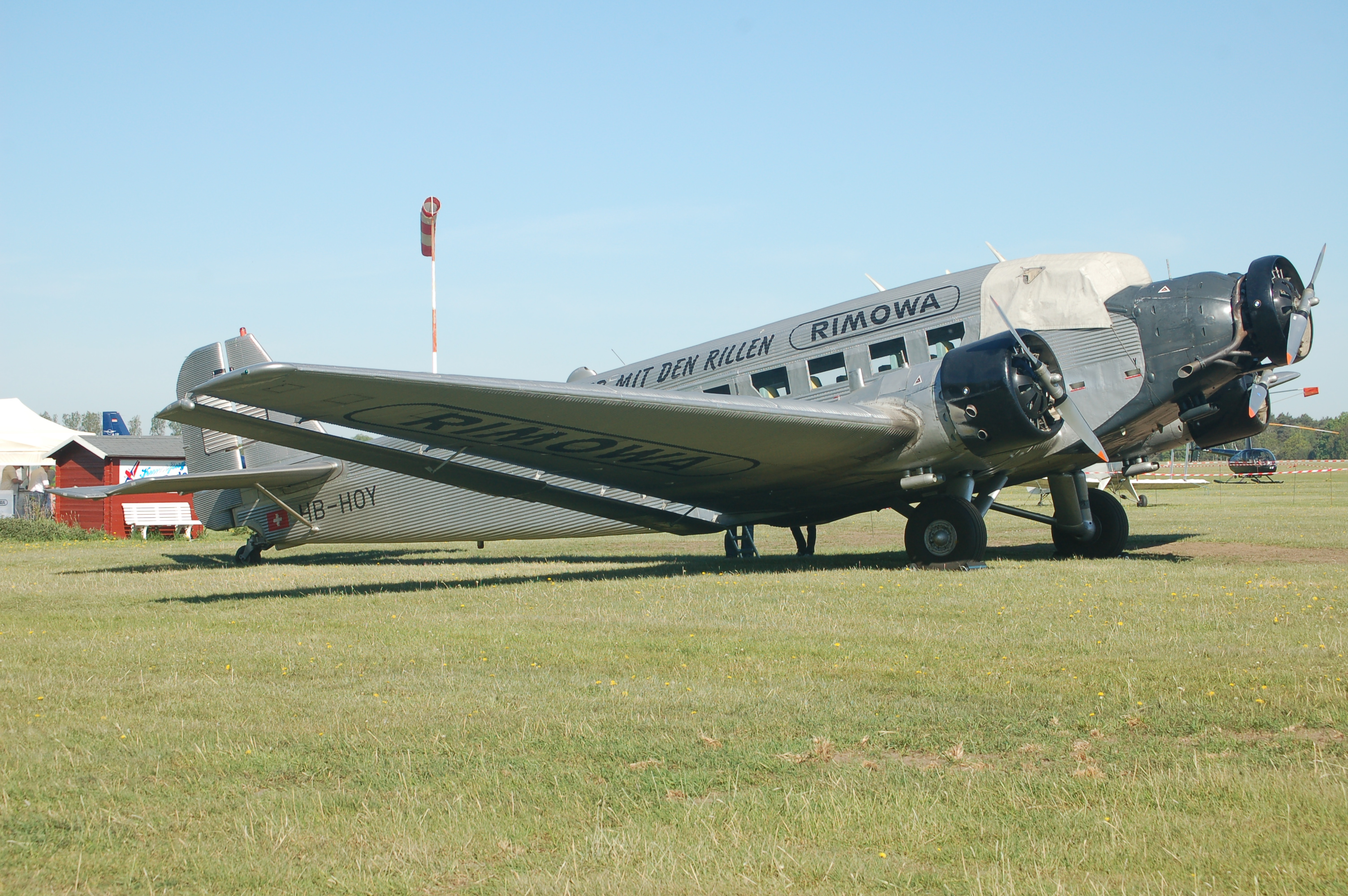
Die Ju 52 aus dem Onlinewerbefilm

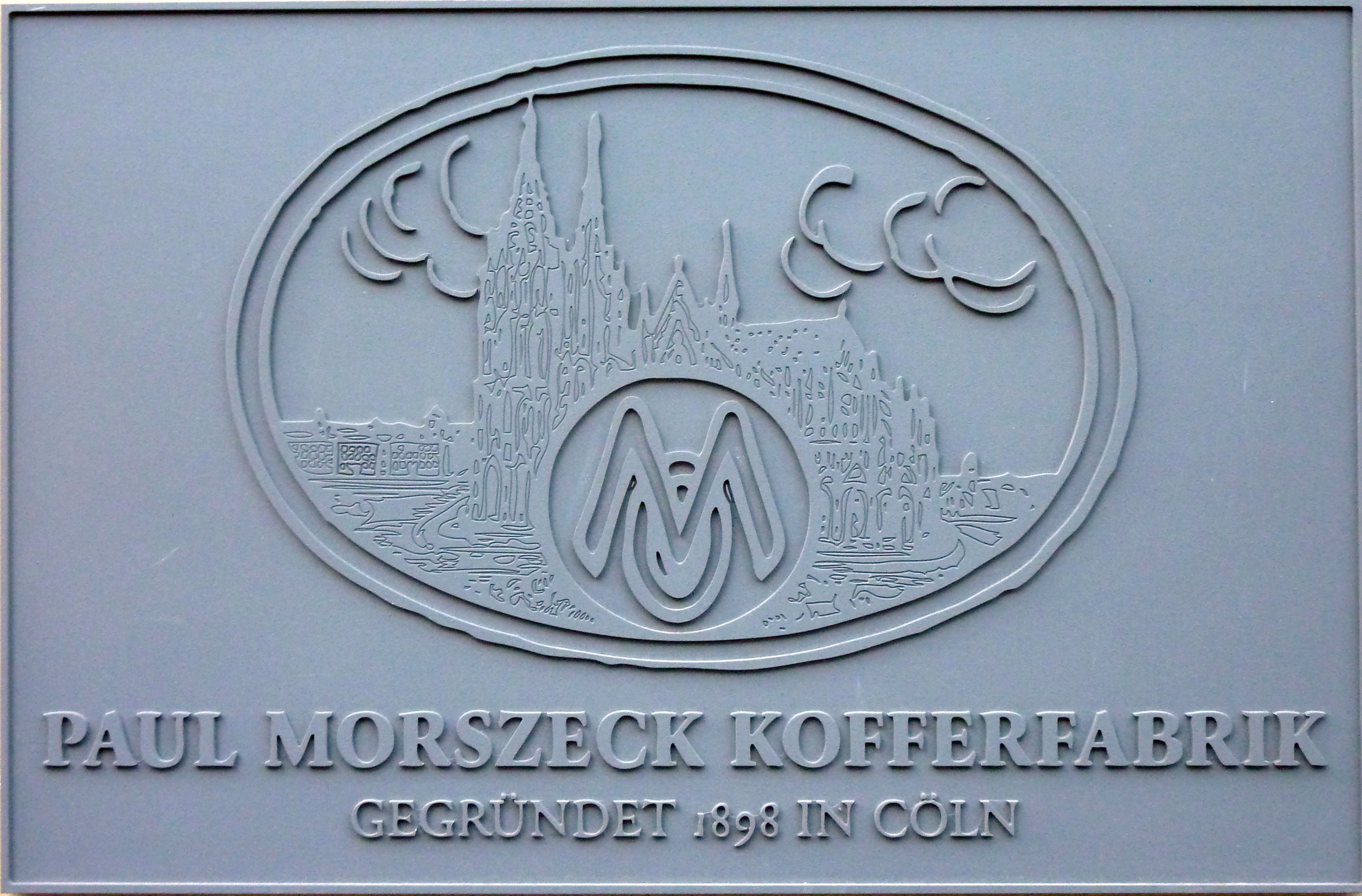
Gründungsplakette: „Paul Morszeck Kofferfabrik Gegründet 1898 in Cöln“

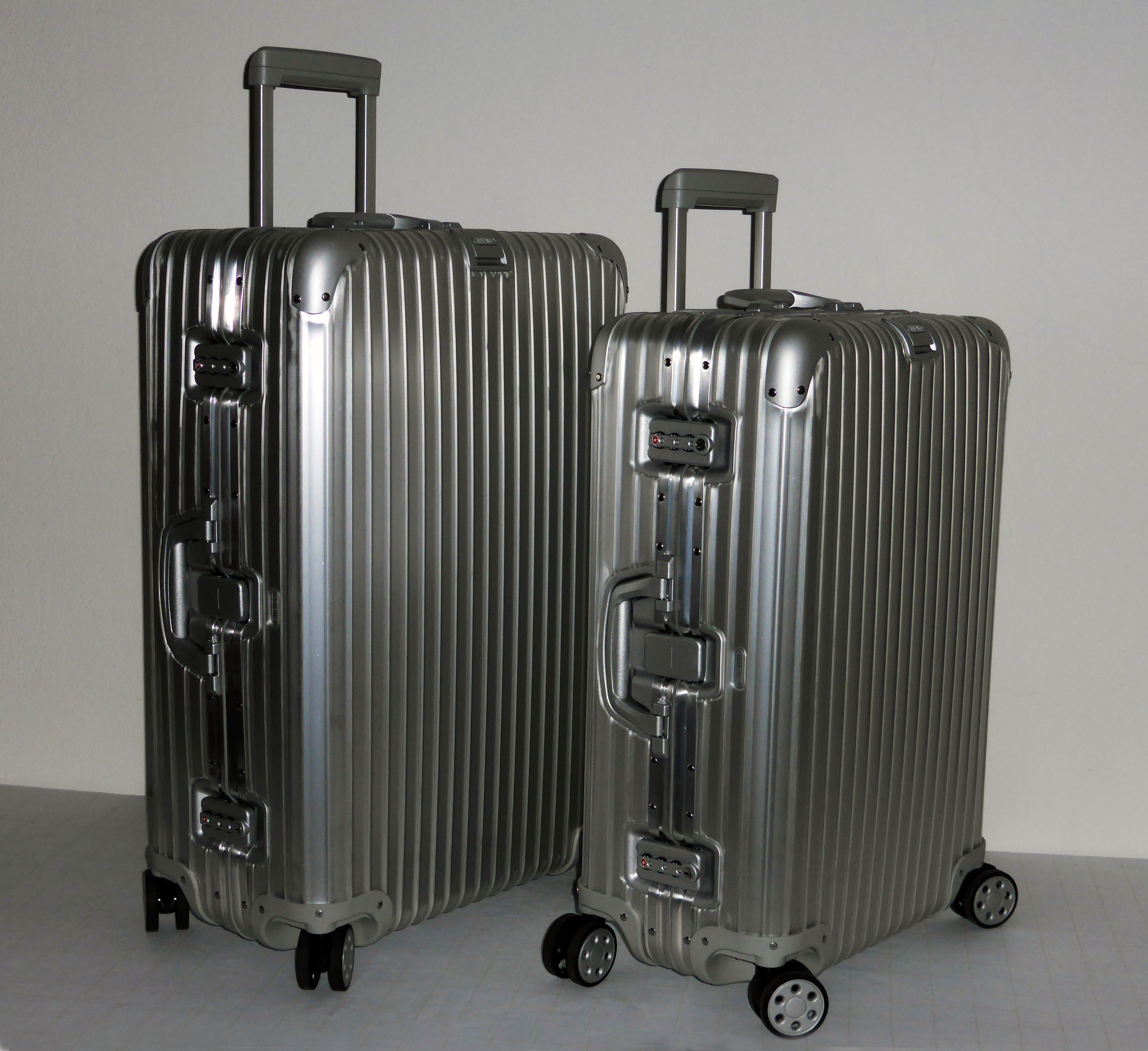
Rimowa Topas Koffersatz

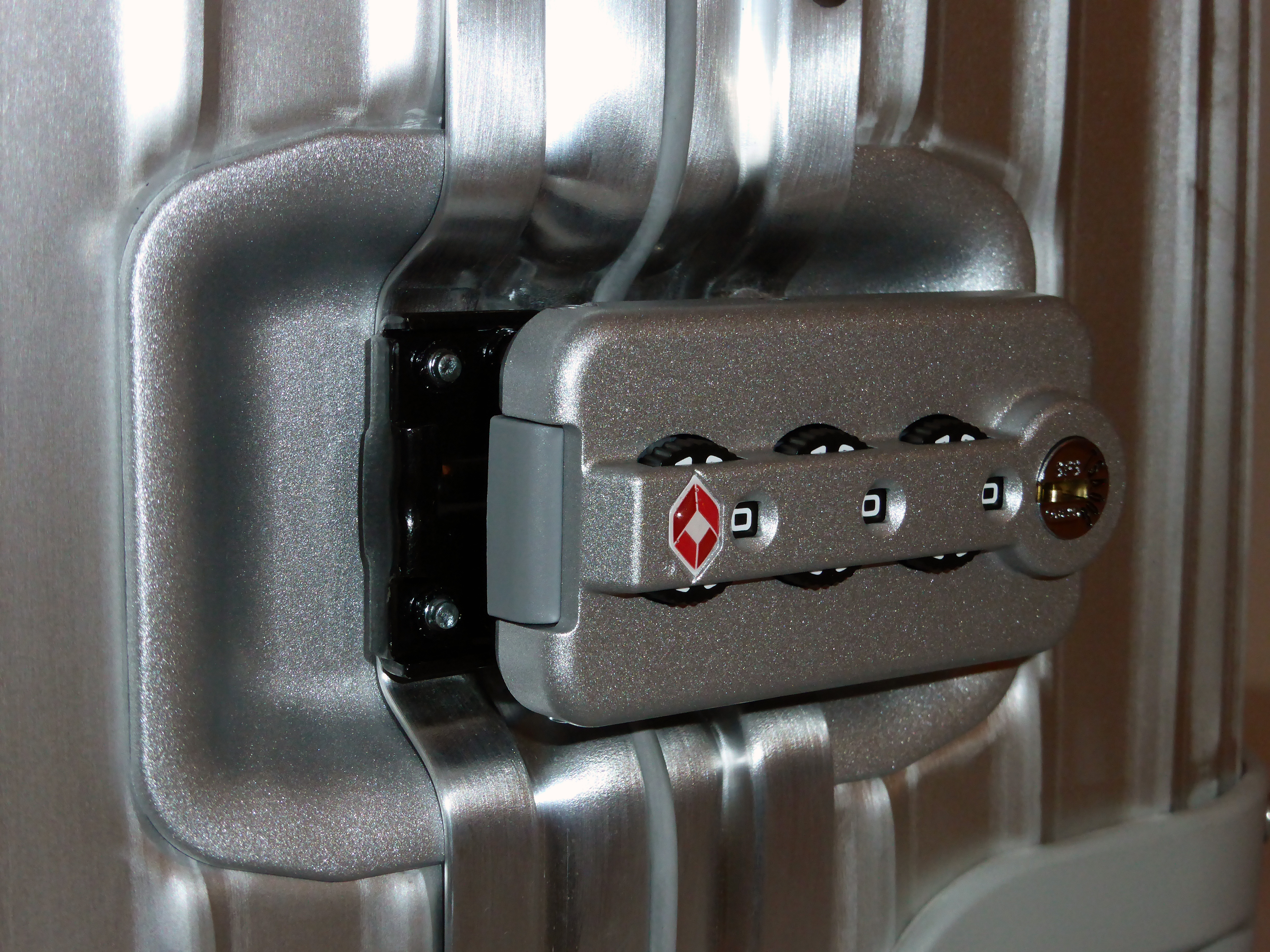
TSA-Schloss

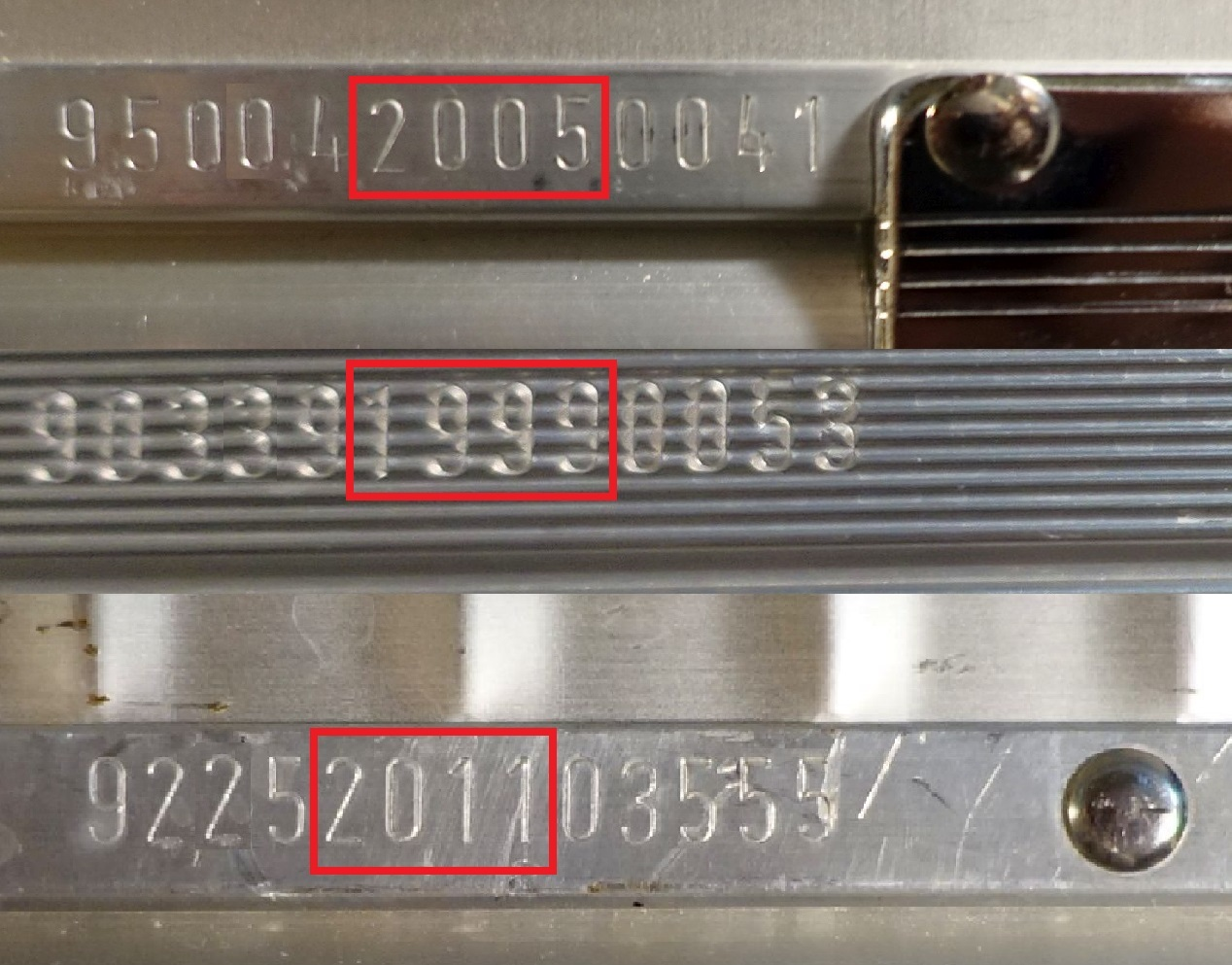
Produktnummer und Herstellungsjahr

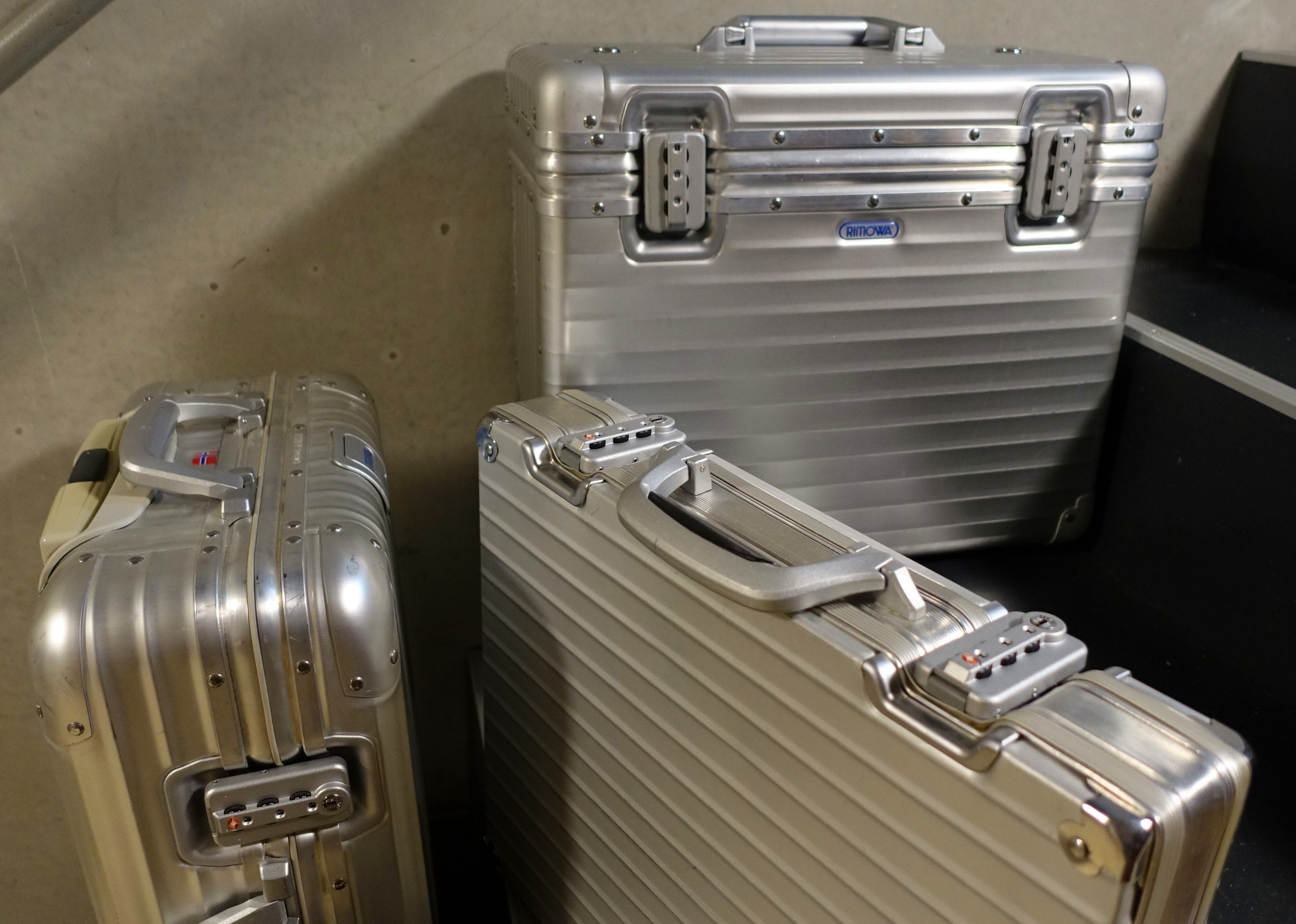
Trolley und kleinere Aktenkoffer

Die Kofferfabrik Rimowa GmbH („Richard Morszeck Warenzeichen“, Eigenschreibweise RIMOWA) mit Sitz in Köln, ist ein Hersteller von Koffern aus Aluminium sowie Polycarbonat. Ende 2016 übernahm der französische Luxusgüterkonzern LVMH 80 Prozent der Firmenanteile. Charakteristisches Merkmal des Rimowa-Reisegepäcks ist die parallel gefalzte Rillenstruktur der Kofferschalen, die an die Aluminiumaußenhaut von Junkers-Flugzeugen erinnert.

## Geschichte
Seit 1898 betrieb Paul Morszeck mit Heinrich Görtz in der Bechergasse und später im Filzengraben 18 in Cöln die Sattlerei Görtz & Morszeck. Seit 1900 war Morszeck Alleininhaber einer Musterkofferfabrik in der Röhrergasse 30 in der nördlichen Kölner Altstadt. Er fertigte neben Reisekoffern und Hutschachteln auch Koffer für Automobile, zumeist aus Sperrholz, Pappe und Leder. Im Jahr 1904 wurde die Produktion in die Gilbachstraße in der Neustadt-Nord verlegt, und in der Röhrergasse verblieben noch bis 1913 das Lager des Unternehmens und eine Reparaturwerkstatt. 1908 wandelte Paul Morszeck sein Unternehmen in eine GmbH um und erwarb von dem Motorenfabrikanten Karl Eberhard Hagen ein Firmengebäude samt Wohnhaus an der Aachener Straße in Köln-Junkersdorf.
Im Jahr 1931 meldete der Sohn des Firmengründers, Richard Morszeck, die Marke RIMOWA beim Reichspatentamt in Berlin an. Richard Morszeck experimentierte in den 1930er Jahren mit unterschiedlichen Materialien mit dem Ziel, den Koffer leichter und stabiler zu machen. 1937 entwickelte er einen Überseekoffer aus Aluminium. Im Zweiten Weltkrieg wurden die Fabrikgebäude an der Aachener Straße zerstört und alle brennbaren Werkstoffe vernichtet – übrig blieb nur das Aluminium. Fortan fertigte Rimowa ausschließlich Koffer aus Leichtmetall. Die Firmengebäude wurden 1946 wieder aufgebaut und blieben bis zum Umzug 1986 nach Köln-Ossendorf, in die Mathias-Brüggen-Straße, die Unternehmenszentrale.
1950 wurde erstmals das heute bekannte „Rillen-Design“ eingeführt. Ursprünglich diente die parallel gefalzte Aluminiumstruktur zur Stabilisierung der dünnen Aluminiumaußenhaut von Junkers-Flugzeugen und ist heute als Wiedererkennungsmerkmal markenrechtlich geschützt.
Im Jahr 1972 trat Richard Morszecks Sohn Dieter mit 19 Jahren in das Unternehmen ein. Dieter Morszeck, selbst Hobbyfotograf, entwickelte 1976 den ersten wasser- und staubdichten Foto-Koffer, der sowohl wüsten- als auch tropentauglich war. 1981 übernahm Dieter Morszeck die Geschäftsführung der Firma. Ende der 1990er Jahre setzte er das Polycarbonat erfolgreich beim Kofferbau ein. Polycarbonat erhöhte die Stabilität der Koffer und sparte im Vergleich zum Aluminium etwa ein Viertel des Gewichts. Im Jahr 2000 wurden die ersten Rimowa-Koffer aus Polycarbonat vorgestellt. Qualitativ schnitten 2016 durch Stiftung Warentest getestete Koffer der Serie Salsa aus Polycarbonat mit „gut“ (1,8) besser als die der Aluminium-Serie Topas (Note: „ausreichend“, 3,8) ab. Bei letzterem Modell wurden Gewicht, Regendichtigkeit, lautes Klappern und Vibrationen moniert sowie nach einem Falltest auftretende starke Blechschäden und tief eingedrückte Rollenaufhängungen.
2008 verkaufte Rimowa etwa 400.000 Koffer, davon etwa zwei Drittel aus Polycarbonat mit der typischen Rillenstruktur und mit einem TSA-Schloss. In den letzten Jahren nahm die Nachfrage an Gepäckstücken aus Aluminium wieder zu. Im Jahr 2013 betrug der Anteil an Aluminiumkoffern am Gesamtumsatz rund 45 Prozent. Rimowa produziert in eigenen Fabriken in Köln (Deutschland), Pelhřimov (Tschechische Republik), Cambridge (Kanada) und Indaiatuba (Brasilien). Im Jahr 2013 wurden täglich 5800 Koffer hergestellt. Um die steigende Nachfrage zu decken und die Wartezeiten auf zehn bis zwölf Wochen zu reduzieren, wurde ab 2013 zeitweilig im Dreischichtbetrieb an sechs Tagen in der Woche produziert.
Seit 2017 ist der Absolvent der Hochschule für Gestaltung in Offenbach, Jacob Rochus, Chefdesigner. Im Jahr 2018 wurden anlässlich des 120. Firmenjubiläums der charakteristische Rimowa-Schriftzug und das Firmenlogo – einst vom Kölner Grafikbüro Schaller entworfen – vom Münchner Grafikbüro Mirko Borsche in Kooperation mit dem britischen Commission Studio unter Leitung von Hector Muelas redesignt. Das Redesign wurde in der Fachpresse als unterschiedlich gelungen bewertet.

## Konzernstruktur und Eigentumsverhältnisse
Im Jahr 2013 bestanden neben der Rimowa GmbH als Mutterunternehmen noch weitere sechs ausländische und ein inländisches Tochterunternehmen. Den meisten Umsatz konnte das Unternehmen 2013 in Asien mit 87 Millionen Euro erzielen, gefolgt von Deutschland mit knapp 75 Millionen Euro und Europa (ohne Deutschland) mit knapp 56 Millionen Euro.
Im Oktober 2016 wurde bekannt, dass der französische Luxusgüterkonzern LVMH zum Januar 2017 Rimowa übernehmen wird. LVMH erwarb einen Anteil von 80 Prozent für 640 Millionen Euro. Ein wesentlicher Teil der Erlöse aus dem Verkauf soll in eine gemeinnützige Stiftung fließen. Mit der Übernahme ging die Geschäftsführung in die Hände von Dieter Morszeck und von Alexandre Arnault, einem Sohn des LVMH-Konzernchefs Bernard Arnault, über. Im Zuge der Neuausrichtung des Vertriebskonzeptes kündigte Alexandre Arnault im März 2018 europaweit allen Rimowa-Händlern. Die Vertriebskonzessionen sollten anschließend auf der Grundlage geänderter Kriterien neu vergeben werden, bei denen Händler einen Mindestumsatz von 200.000 Euro im Jahr garantieren, ein neues Shop-in-Shop-System auf mindestens 20 Quadratmetern Fläche installieren, prominenten Schaufensterplatz frei halten, Marken wie Gucci oder Prada im Sortiment führen und um durchschnittlich 25 Prozent höhere Preise für die neue Kollektion akzeptieren mussten. Der Handelsverband Lederwaren in Köln ließ die Vertragskündigungen kartellrechtlich, aber erfolglos, prüfen, da die meisten mittelständischen Fachhändler diesen Umsatz nicht erreichen würden. Mitte Mai 2018 ist Dieter Morszeck aus der Unternehmensleitung von Rimowa ausgeschieden.

### Kooperationen
Sowohl für die Lufthansa als auch für Porsche stellt Rimowa regelmäßig Sonderserien auf Wunsch auch in Wagenfarbe her, die sich primär in der Gestaltung von den übrigen Produkten abheben. Im Jahr 2008 wurde für das Einzelhandelsunternehmen  Manufactum eine Sonderedition auf Basis der seit 1950 hergestellten Serie Topas aufgelegt, die um Elemente der Classic-Flight-Serie ergänzt wurde. Weitere Zusammenarbeiten erfolgten unter der LVMH-Ägide mit Supreme, Fendi, Christian Dior und dem US-Modedesigner Virgil Abloh.

## Werbung
Rimowa entwickelte zusammen mit Lufthansa das Bag2Go-Koffersystem, mit dem das Einchecken am Flughafen erheblich beschleunigt werden kann. Das System, bei dem ein E-Ink Display den Gepäckanhänger aus Papier ersetzt, war seit März 2016 unter dem Namen Rimowa Electronic Tag erhältlich, wurde jedoch 2019 im Rahmen der Übernahme durch LVMH eingestellt. Ende 2019 wurde durch die Möglichkeit der Verbindung des Displays mit der BAGTAG App die Weiternutzung als „Electronic Tag“ mit Lufthansa wieder möglich.
Der japanische Designer Naoto Fukasawa entwarf 2007 für Vitra einen Stuhl aus Rimowa-Aluminium.

## Verkaufsstrategie
Als Werbestrategie setzt Rimowa hauptsächlich auf Produktplatzierung. In etwa 250 Fernseh- und Leinwandproduktionen waren die Rillenkoffer aus Köln zu sehen. Darüber hinaus stattet die Firma Sportler wie die Fußballer des 1. FC Köln oder der deutschen Fußballnationalmannschaft (2014 Serie: Victory red) sowie Künstler wie David Garrett (Sonderanfertigung für eine Stradivari-Geige) aus.
Anlässlich des 80. Jahrestags zur Einführung des Aluminiumkoffers brachte Rimowa im November 2017 eine Sonderedition mit dem italienischen Modelabel Fendi auf den Markt und inszenierte eine PR-Aktion, bei der zahlreiche prominente Besitzer von Rimowa-Reisegepäck ihre Koffer präsentierten.  Zum 140. Gründungsjubiläum des Hotels Mandarin Oriental in Bangkok entwarf Rimowa 2018 eine Reisegepäck-Sonderedition für das Hotel.
Seit einigen Jahren investiert Rimowa zudem in Monobrandstores, Pop-up-Stores und eigene Flagship-Stores in 65 Ländern, neben dem Hauptgeschäft in Köln und dem unmittelbar nach der Übernahme Anfang 2017 neu eröffneten Flagship-Stores in Paris zum Beispiel in den Top-Lagen von Hamburg, München, Rom, Peking, Macau, Shanghai, New York City oder Seoul. Nach der Übernahme durch den französischen Luxuskonzern modifizierte Rimowa seine Verkaufsstrategie und bietet seit März 2017 seine Produkte auch in einem Online-Shop an. Rimowa hat seitdem die Preise erhöht und beschränkt den Verkauf auf exklusive Händlernetze in gut gelegenen Luxusboutiquen.
In der 1. Etage des ehemaligen Flagshipstores in Köln betrieb Rimowa bis 2018 ein firmeneigenes Museum, mit dem Umzug in die neuen Geschäftsräume auf der Hohe Straße wurde der Museumsbetrieb eingestellt.

## Produktlinien
Die Kofferwaren vom Rimowa gibt es in verschiedenen Qualitäten und Ausstattungsvarianten. Grundsätzlichen werden und wurden Koffer in:
- Aluminium
- Polykarbonat oder
- Leder

angeboten. Die klassischen Produktlinien vor der Übernahme durch LVMH hatten u. a. folgenden Bezeichnungen:
- Topas
- Limbo
- Salsa
- Pilot
- Silver Classic
- Classic Flight
- Columbus
- Attaché (für kleine Aktenkoffer)

Nach der Übernahme von LVMH gibt es folgende Produktlinien:
- Classic (entspricht ungefähr Silver Classic)
- Distinct (Leder mit Reißverschluss)
- Essential (Polykarbonat mit Reißverschluss)
- Hammerschlag (mit Oberflächen in Hammerschlag-Optik)
- Hybrid (Kombination von Aluminium und Polykarbonat)
- Original (entspricht ungefähr Topas)
- Gewa (Koffer für Violinen)

### Ehemaliger Flagshipstore in Köln mit Museum

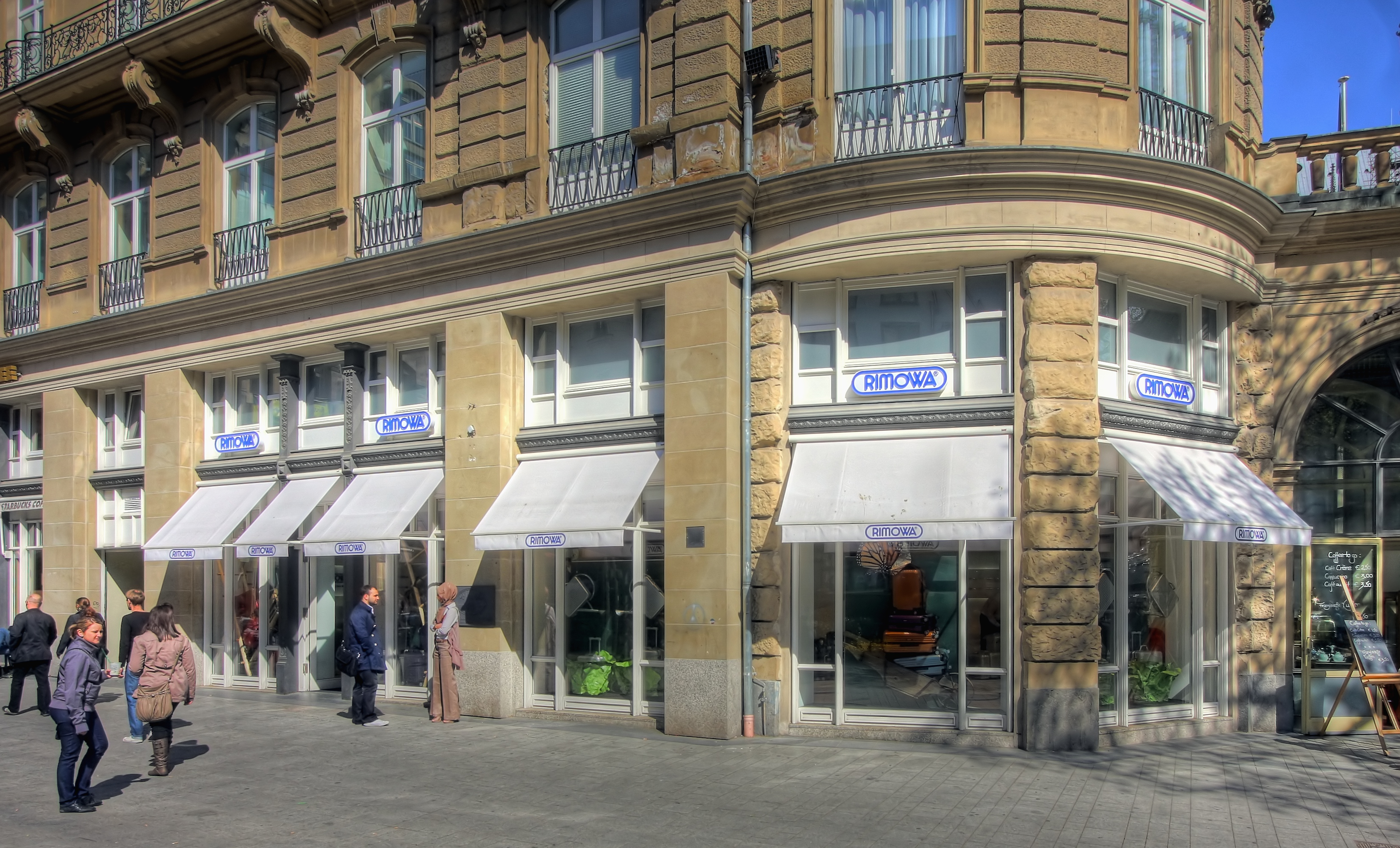
Ehemaliger Flagshipstore von Rimowa in Köln, Am Hof 3
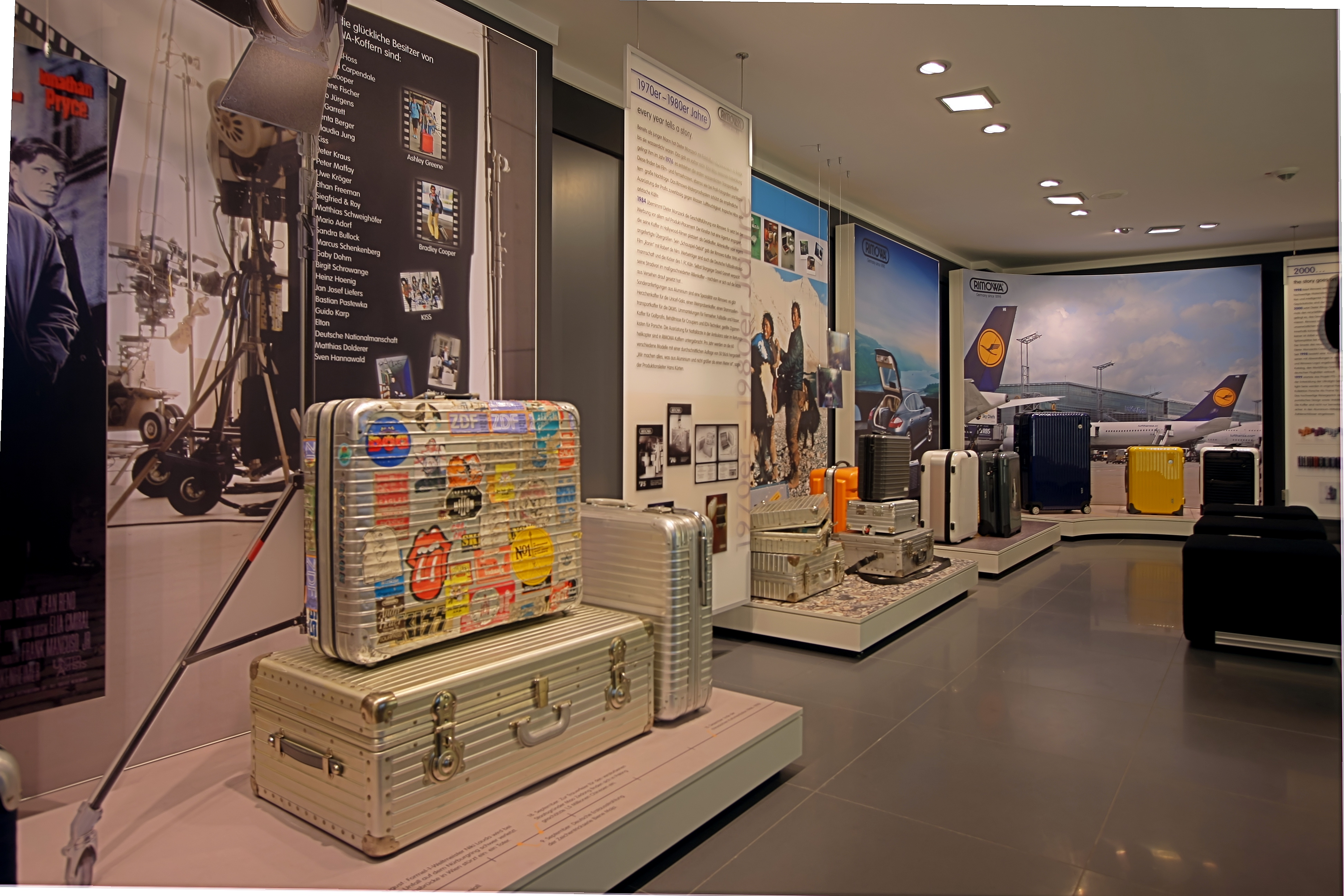
In der ersten Etage des Kölner ehemaligen Flagshipstores befand sich ein Museum
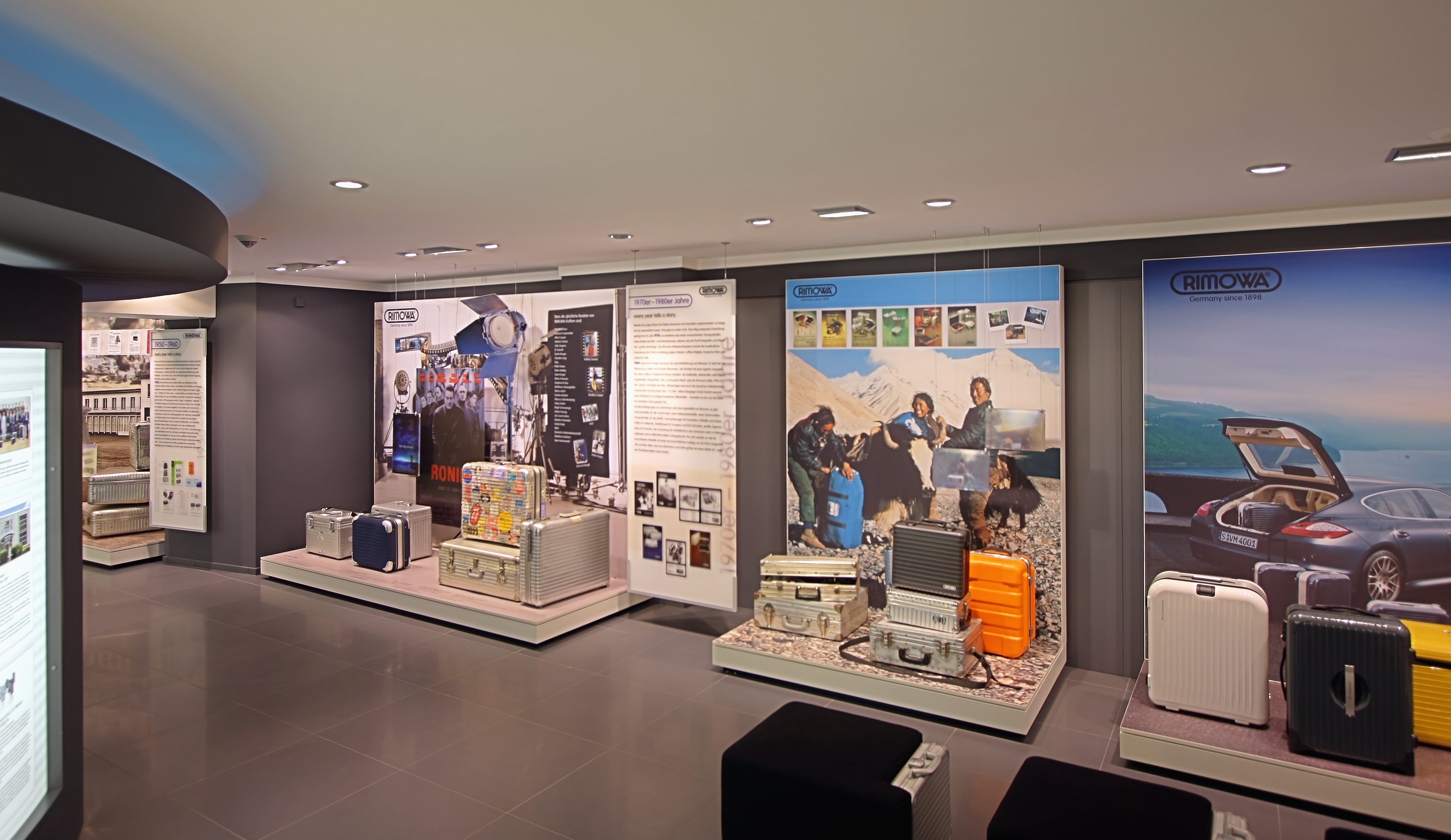
Ehemaliges Museum im Flagshipstore Köln (1. Etage)
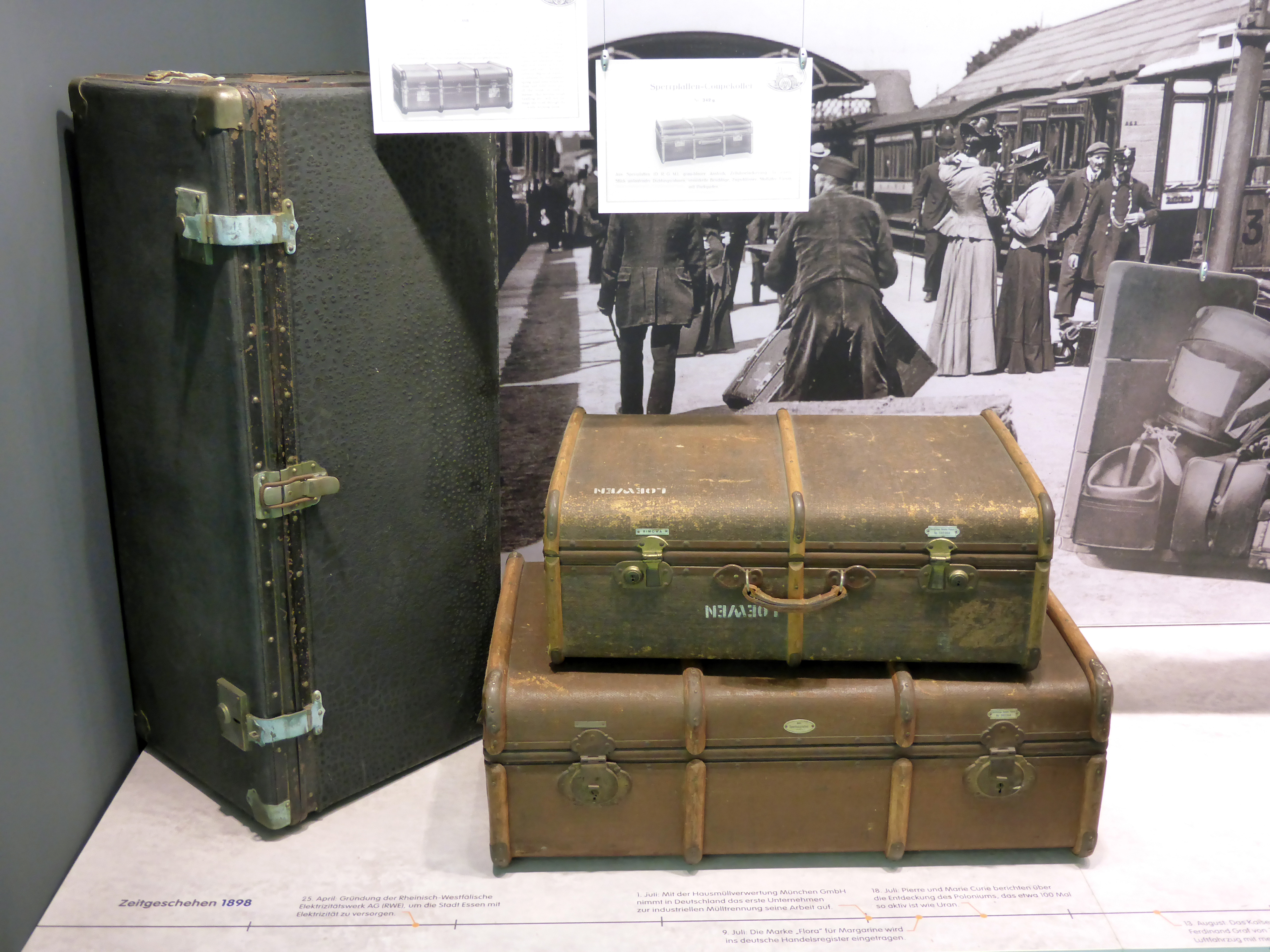
Frühe Lederkoffer um 1900
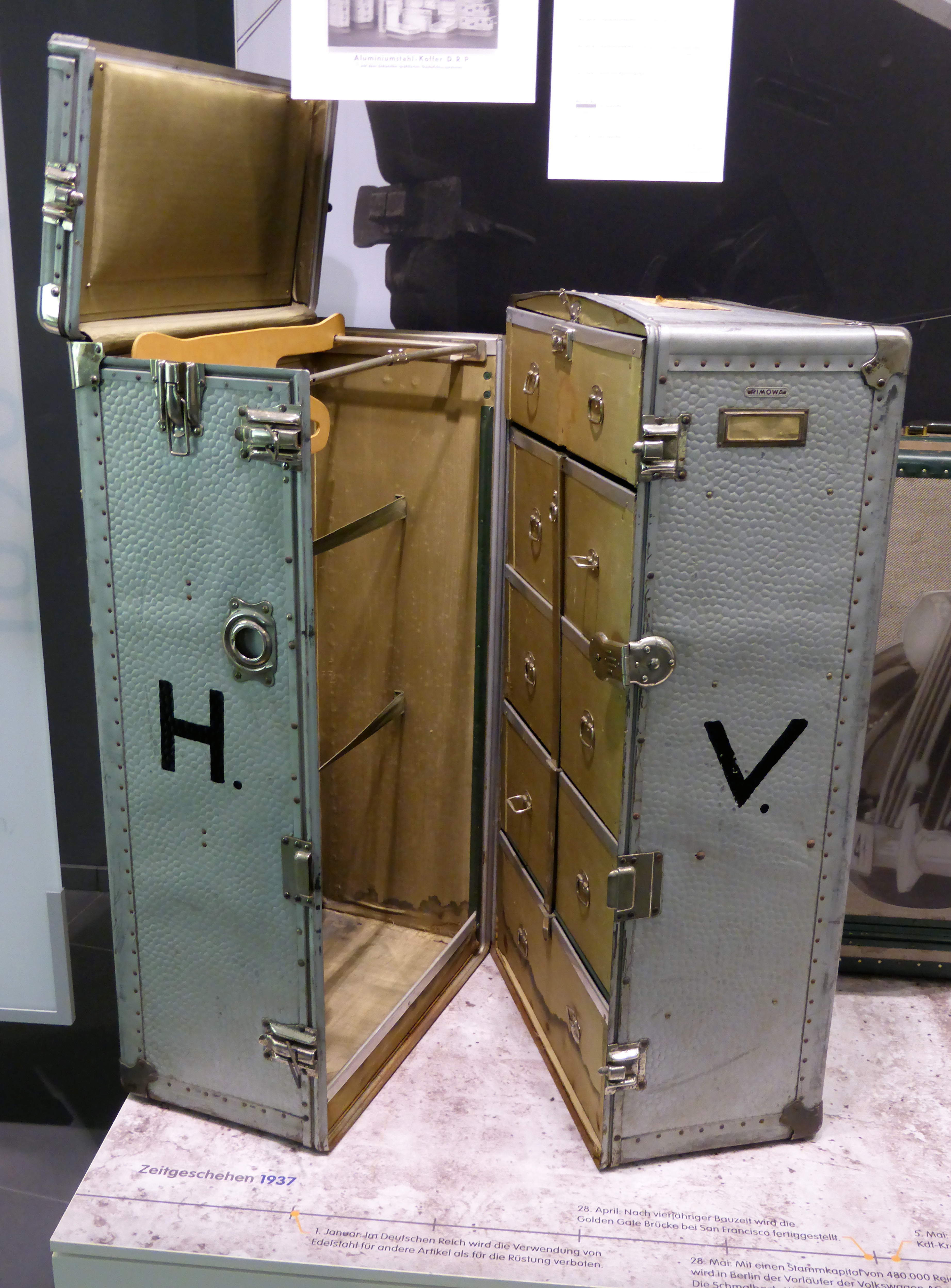
Früher Aluminium-Überseekoffer
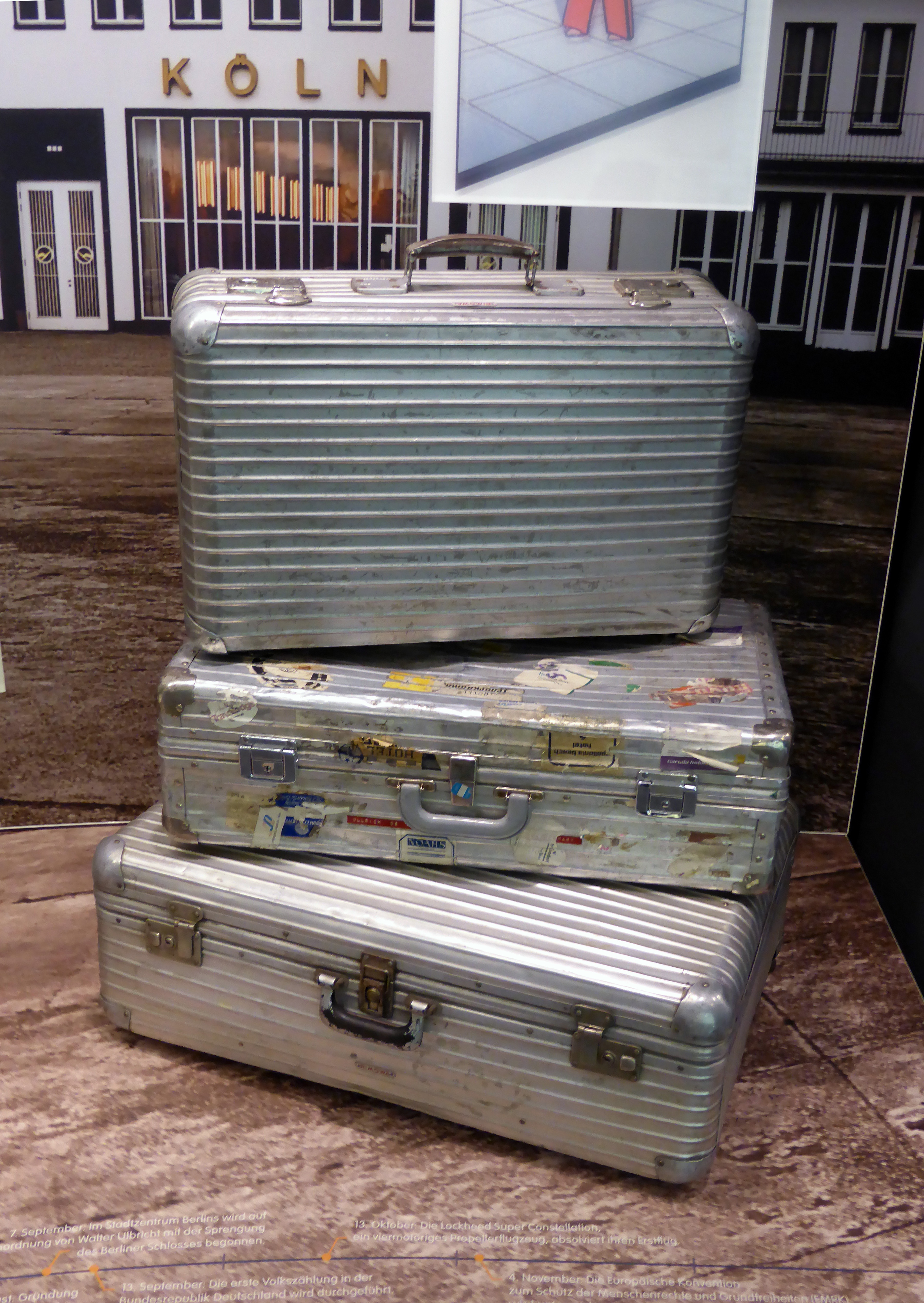
Frühe Aluminiumkoffer mit „Rillen-Design“
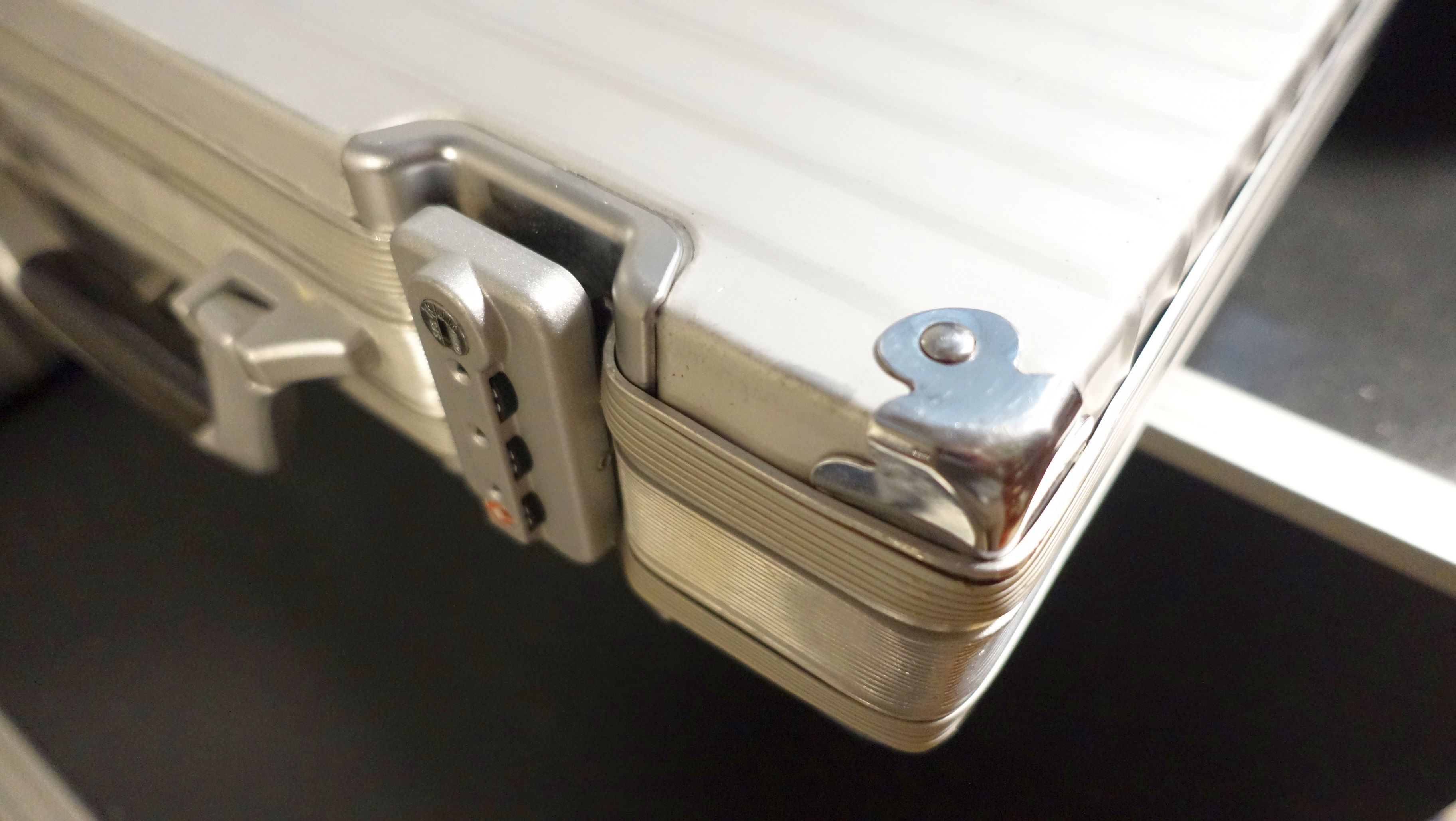
Hochwertigste Details

### Lager-, Verwaltungs- und Produktionsgebäude

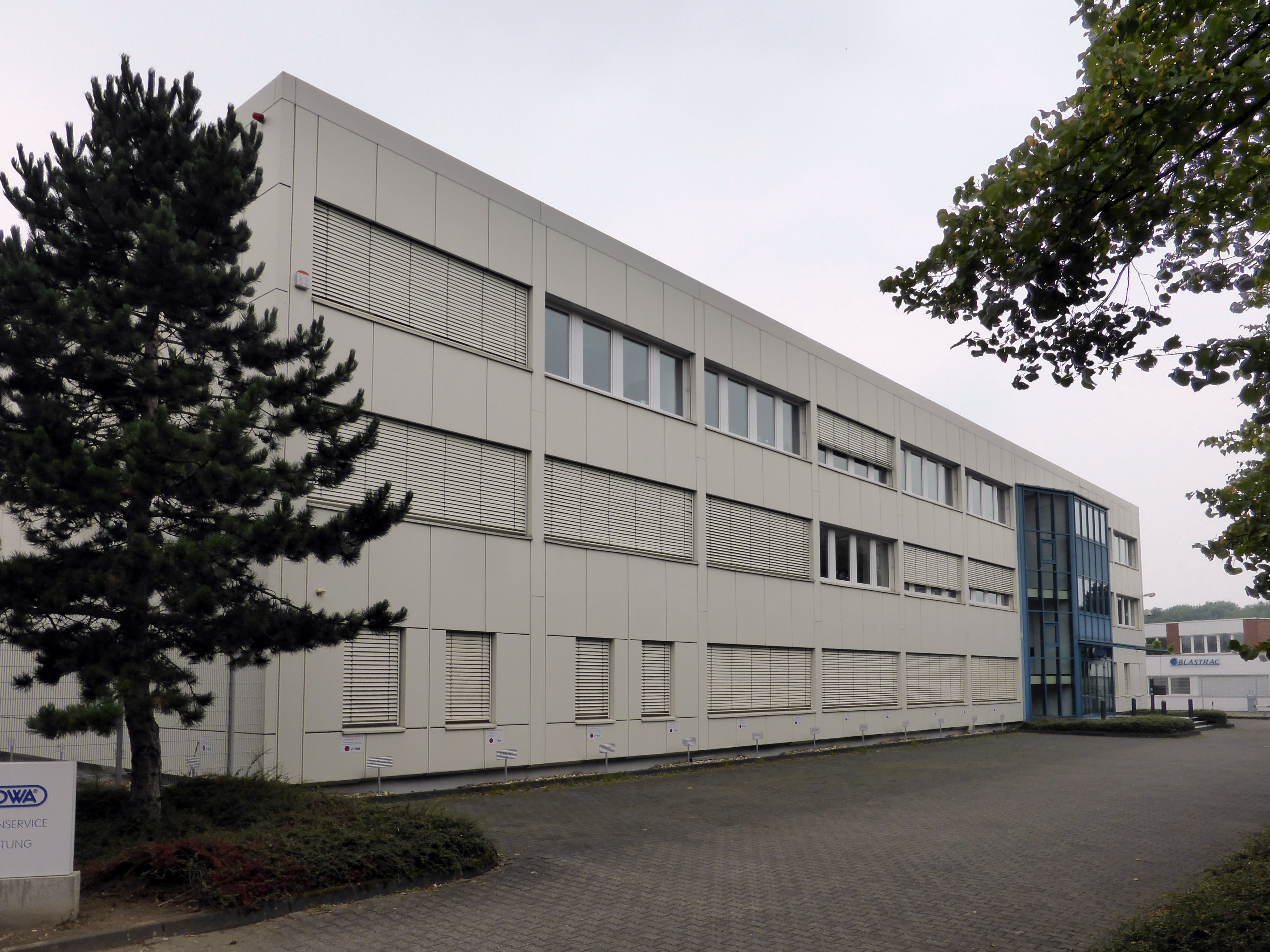
Verwaltungsgebäude Richard-Byrd-Str.
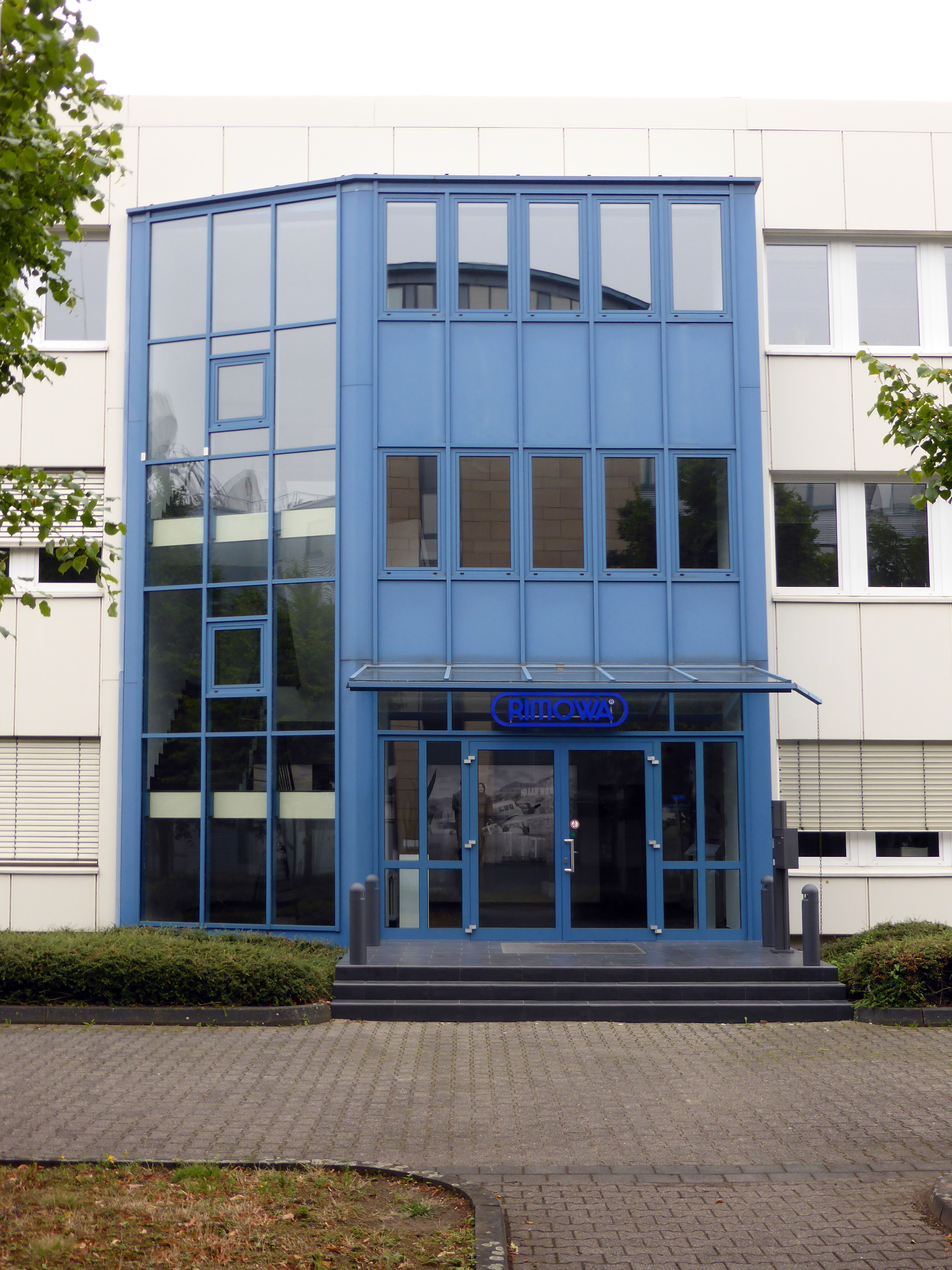
Verwaltungsgebäude Richard-Byrd-Str. (Eingangsbereich)
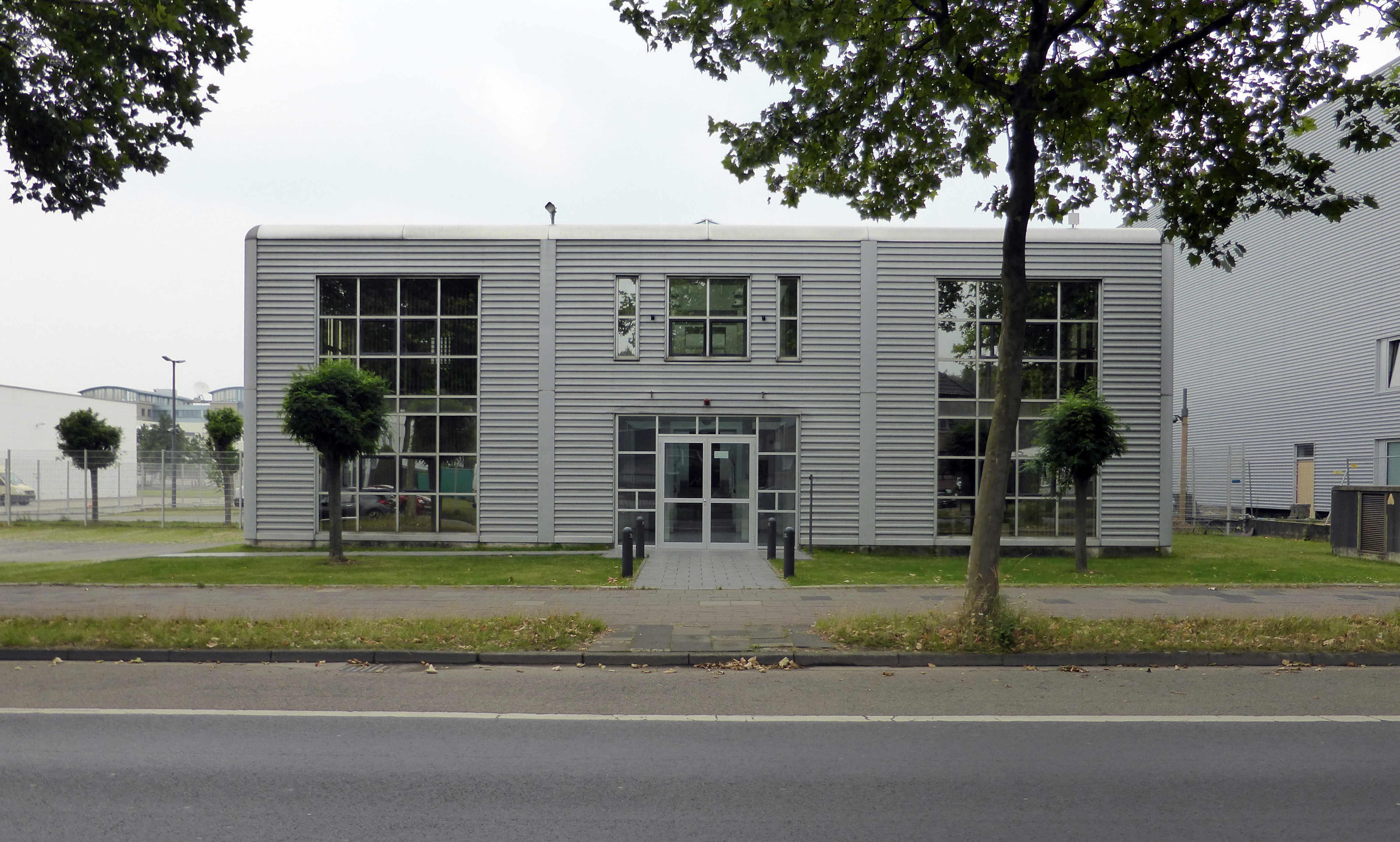
Lager- und Produktionsgebäude Mathias-Brüggen-Str. (Eingangsbereich)
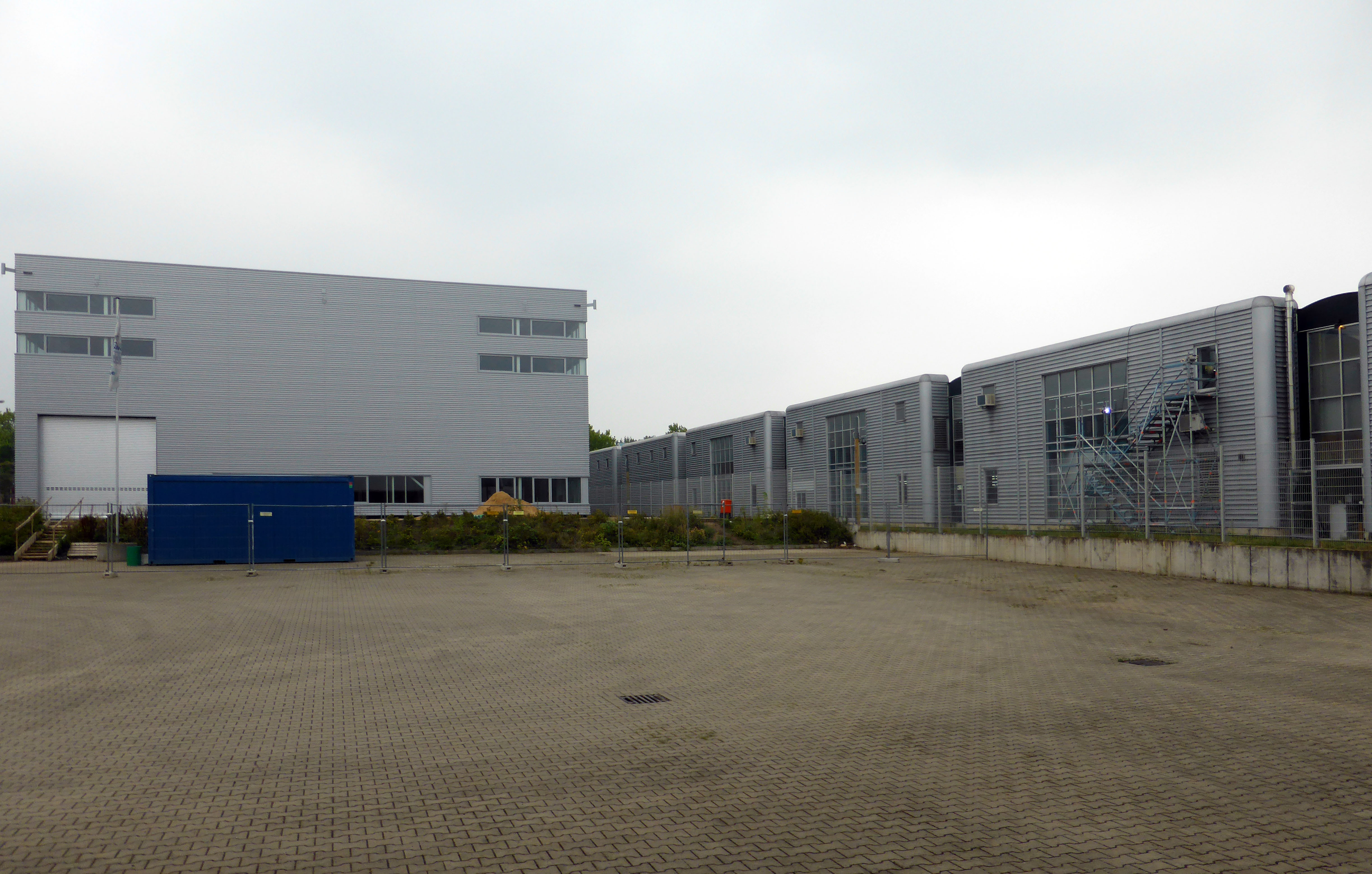
Lager- und Produktionsgebäude Mathias-Brüggen-Str. (Rückseite)
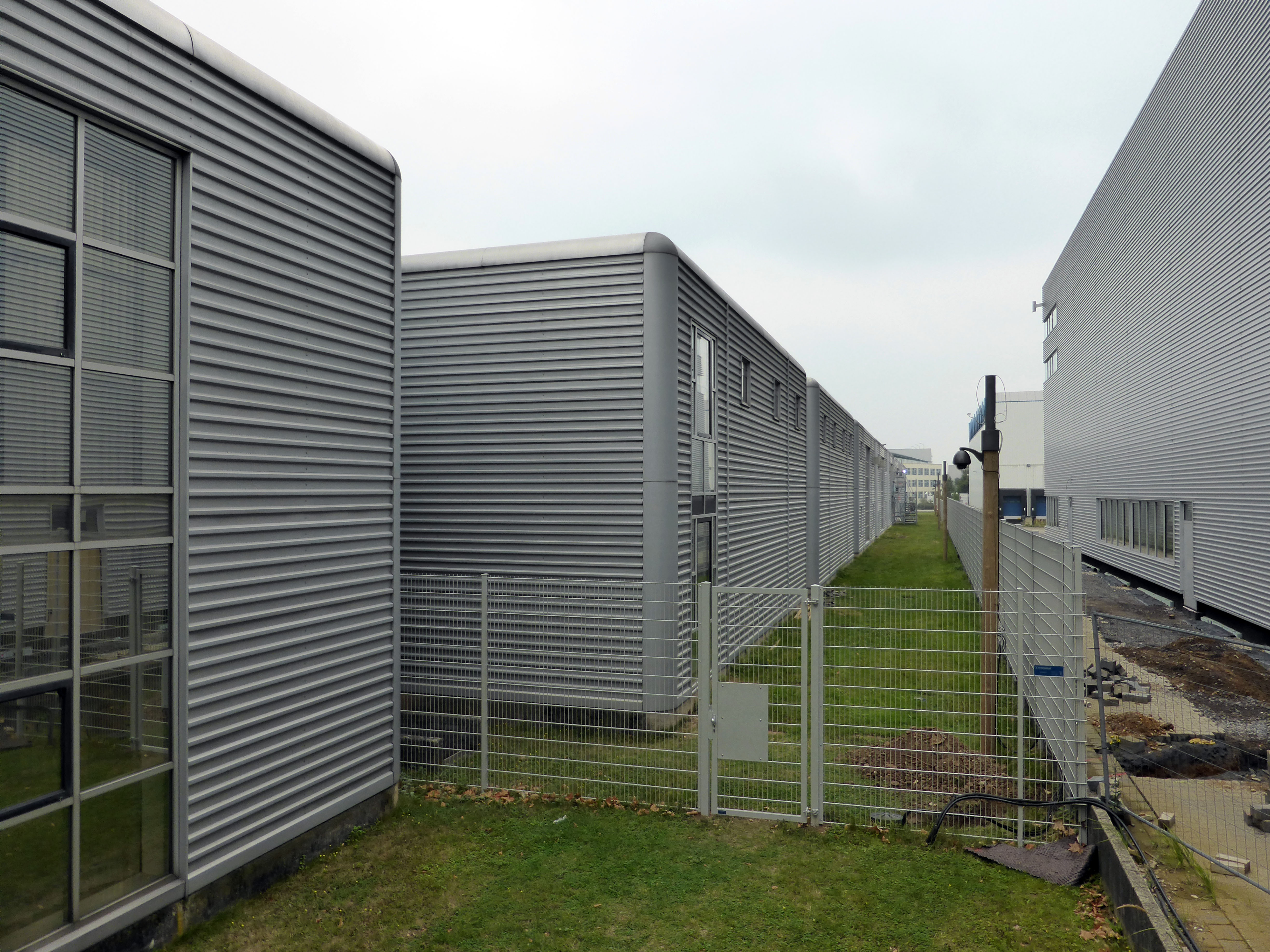
Lager- und Produktionsgebäude Mathias-Brüggen-Str. (Waggonbauweise)
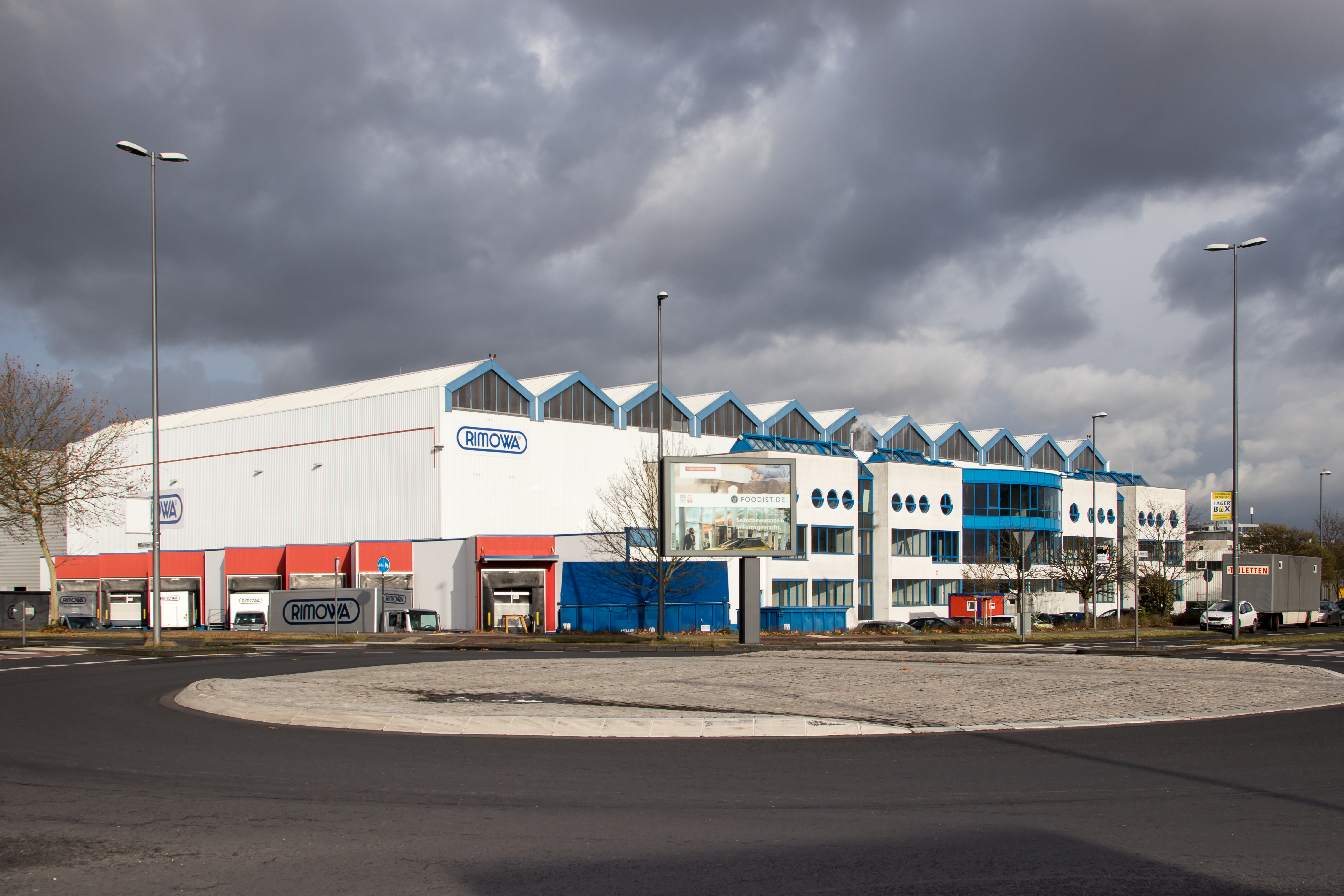
Lager- und Produktionsgebäude Mathias-Brüggen-Straße

## Rimowa F13

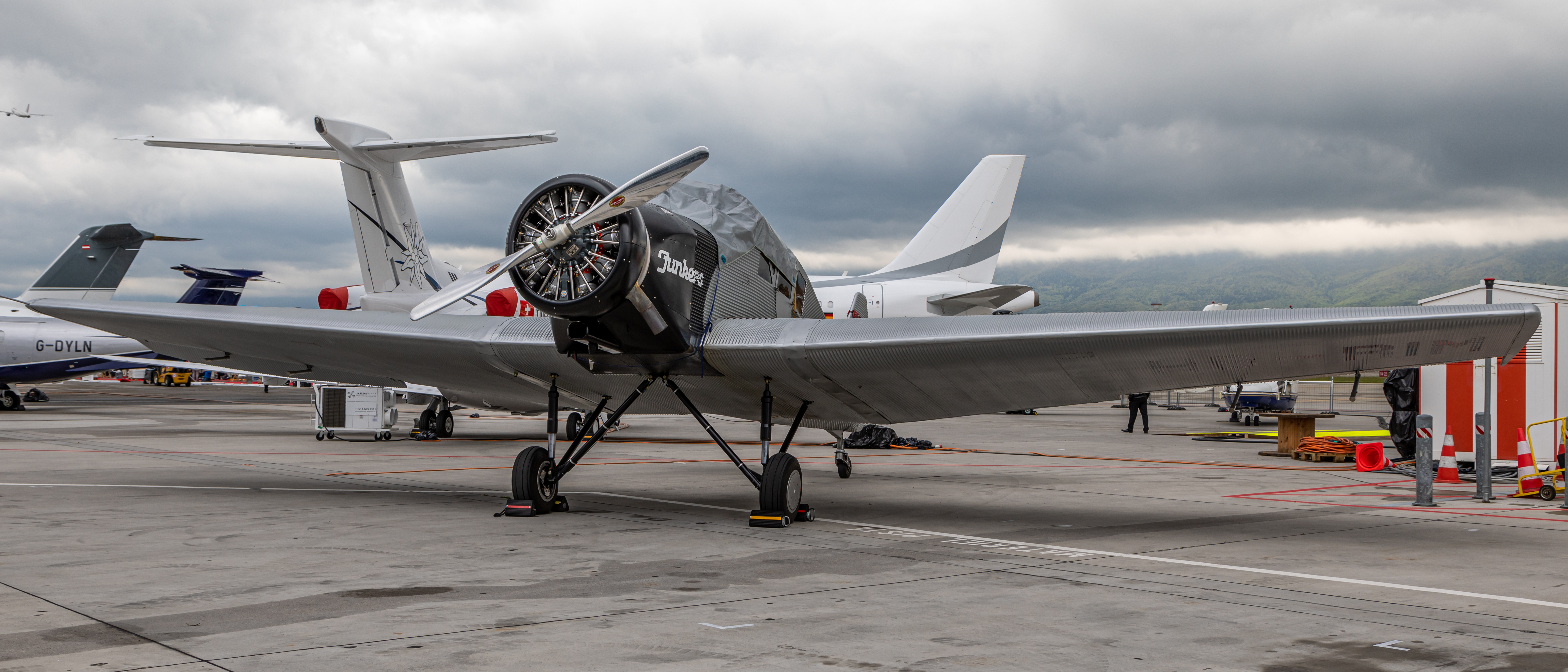
Die Rimowa F13 auf dem Flughafen Genf

Seit 2013 verfolgt Rimowa das Ziel, die Junkers F 13, die ihren Erstflug 1919 absolvierte, wieder in Serie zu produzieren. Das ursprünglich aus Duraluminium hergestellte einmotorige Flugzeug wurde im Luftfahrtbaubetrieb Kaelin Aero Technologies GmbH in Oberndorf am Neckar nach Originalplänen von Hugo Junkers hergestellt. Das Flugzeug ist mit einem 331 kW (450 PS) starken Sternmotor von Pratt & Whitney R-985 Wasp Junior ausgerüstet. Die Rimowa F 13 Anneliese 2 geht 2016 in Serie und wird in den JUNKERS Flugzeugwerke AG in Dübendorf gefertigt.
Ende März 2018 erhielt die Junkers F13 2.0 von der Schweizer Aufsichtsbehörde, dem Bundesamt für Zivilluftfahrt die Verkehrszulassung in der Flugzeugkategorie „Historic“.